# Multituberculata
Multituberculata, hay còn gọi là Multituberculates, là một bộ động vật tiền sử trong lớp thú gồm những động vật có vú mới thuộc nhóm loài thú cổ đại răng nhiều mấu, giống các động vật gặm nhấm hiện đại, trong đó, hóa thạch mới nhất được phát hiện trong năm 2017 tại Mông Cổ và được đặt tên là Baidabatyr.

## Phát hiện
Các nhà khảo cổ có thói quen gọi các loài mới của nhóm động vật có vú này bằng từ "Baatar" (tiếng Mông Cổ có nghĩa là "dũng sĩ") vì những động vật cổ đại đầu tiên được mô tả chi tiết đã được phát hiện trên lãnh thổ Mông Cổ. Các nhà nghiên cứu Nga thay từ "Baatar" bằng từ "Batyr" tương tự trong tiếng Thổ (Turkic) và đặt tên cho chi động vật mới. Nó sống trong kỷ Jura nhưng lại được tìm thấy trong các trầm tích đầu kỷ Phấn Trắng, có thể coi động vật cổ đại tương tự loài gặm nhấm hiện đại này là hóa thạch sống vào thời đó, trong thời gian này thành phần các loài có vú và lưỡng gần hầu như không thay đổi.

## Mô tả
Thực chất đó trông như là một con chuột, động vật gặm nhấm này hoàn toàn vô hại và chỉ ăn cỏ, răng của động vật có vú cổ đại này (thực chất là một chiếc răng bé xíu dài 2mm) có nhiều mấu, những Loài này không giống chuột đồng hay chuột Hamster, thậm chí chúng chẳng không phải họ hàng với nhau. Những động vật có vú ăn cỏ kích thước nhỏ luôn sống trong điều kiện đầy nguy hiểm nhưng chúng tự vệ bằng những chiếc cựa có nọc độc trên hai chân sau của động vật. Chúng tồn tại đến ngày nay ở các loài hiện đại như thú mỏ vịt và thú lông nhím. Thời cổ đại mang cựa có nọc độc là một sự nổi bật ở nhiều động vật có vú, cựa có nọc có thể là một đặc thù ban đầu của tất cả các động vật có vú.